# 何俊 (嘉靖進士)
何俊（1473年—？年），字宅卿，廣東廣州府南海縣人，明朝政治人物民籍。

## 生平
治《詩經》，行一，弘治十四年（1501年）廣東鄉試第六十三名舉人，年五十一歲中式嘉靖二年（1523年）癸未科會試第二百十二名，第三甲第一百十名進士。

## 家族
曾祖何勝保。祖父何源。父何能。嫡母廖氏，生母颜氏。永感下。弟何仲。